# Jan Josef z Khevenhüller-Metsche
Jan Josef kníže z Khevenhüller-Metsche (německy Johann Joseph Fürst von Khevenhüller-Metsch, 3. července 1706 Klagenfurt – 18. dubna 1776 Vídeň) byl rakouský šlechtic, diplomat, dvořan a státník, patřil k významným osobnostem doby vlády Marie Terezie. Svou kariéru zahájil v diplomacii, později zastával vysoké funkce u dvora, kde byl dlouholetým nejvyšším komořím (1745–1765) a nejvyšším hofmistrem (1769–1776). Od roku 1751 užíval jméno Khevenhüller-Metsch a v roce 1763 byl povýšen na knížete. Po otci zdědil rodové statky v Korutansku (Hochosterwitz) a Dolním Rakousku (Hardegg). S manželkou koupil v Čechách panství Komorní Hrádek, které jeho potomkům patřilo do 20. století.

## Životopis

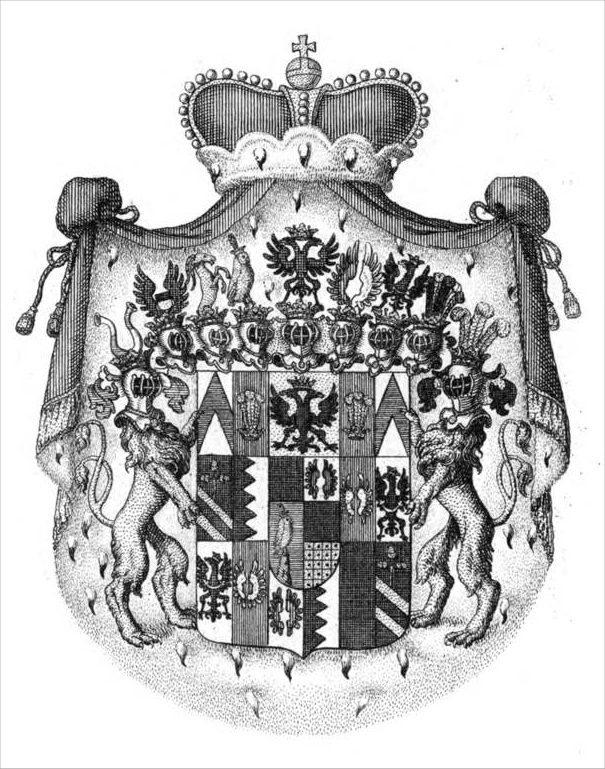
Knížecí erb rodu Khevenhüller-Metschů

Pocházel ze starého šlechtického rodu Khevenhüllerů, narodil se jako nejstarší ze tří synů hraběte Zikmunda Bedřicha z Khevenhülleru (1666–1742), dolnorakouského a korutanského místodržitele, po matce byl potomkem rodu Orsini-Rosenberg. 
Studoval práva ve Vídni, poté absolvoval kavalírskou cestu. Během pobytu v různých evropských zemích studoval ještě na univerzitách ve Štrasburku a Leidenu. V roce 1727 byl jmenován císařským komořím a kariéru ve státních službách zahájil u dolnorakouské zemské vlády. V letech 1734–1737 byl císařským vyslancem v Dánsku, mezitím byl v roce 1735 jmenován členem říšské dvorské rady. V roce 1737 se stal tajným radou a v letech 1737–1740 byl vyslancem Českého království u říšského sněmu v Řezně.

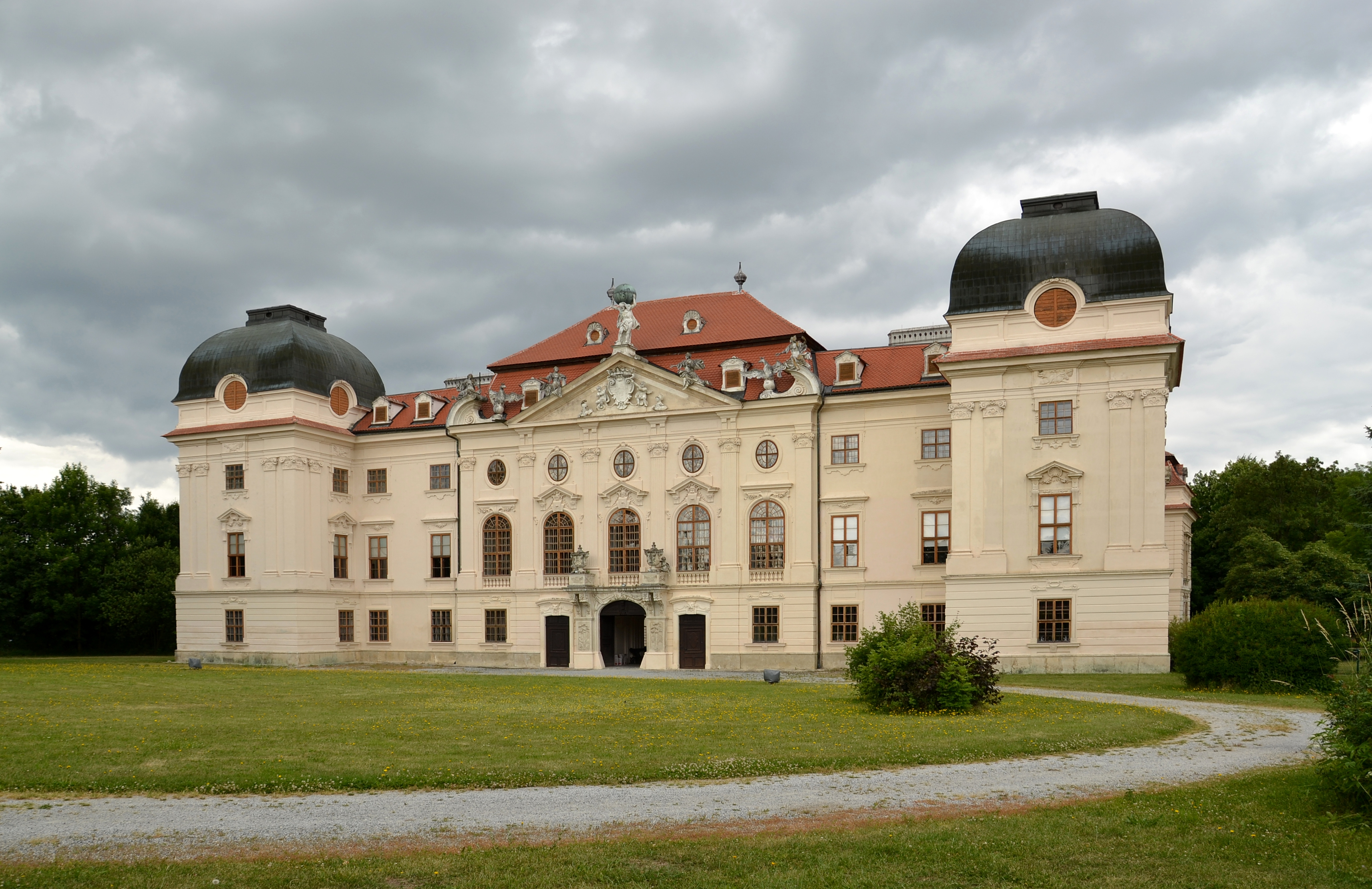
Zámek Riegersburg (Dolní Rakousy), letní sídlo rodu Khevenhüller-Metschů

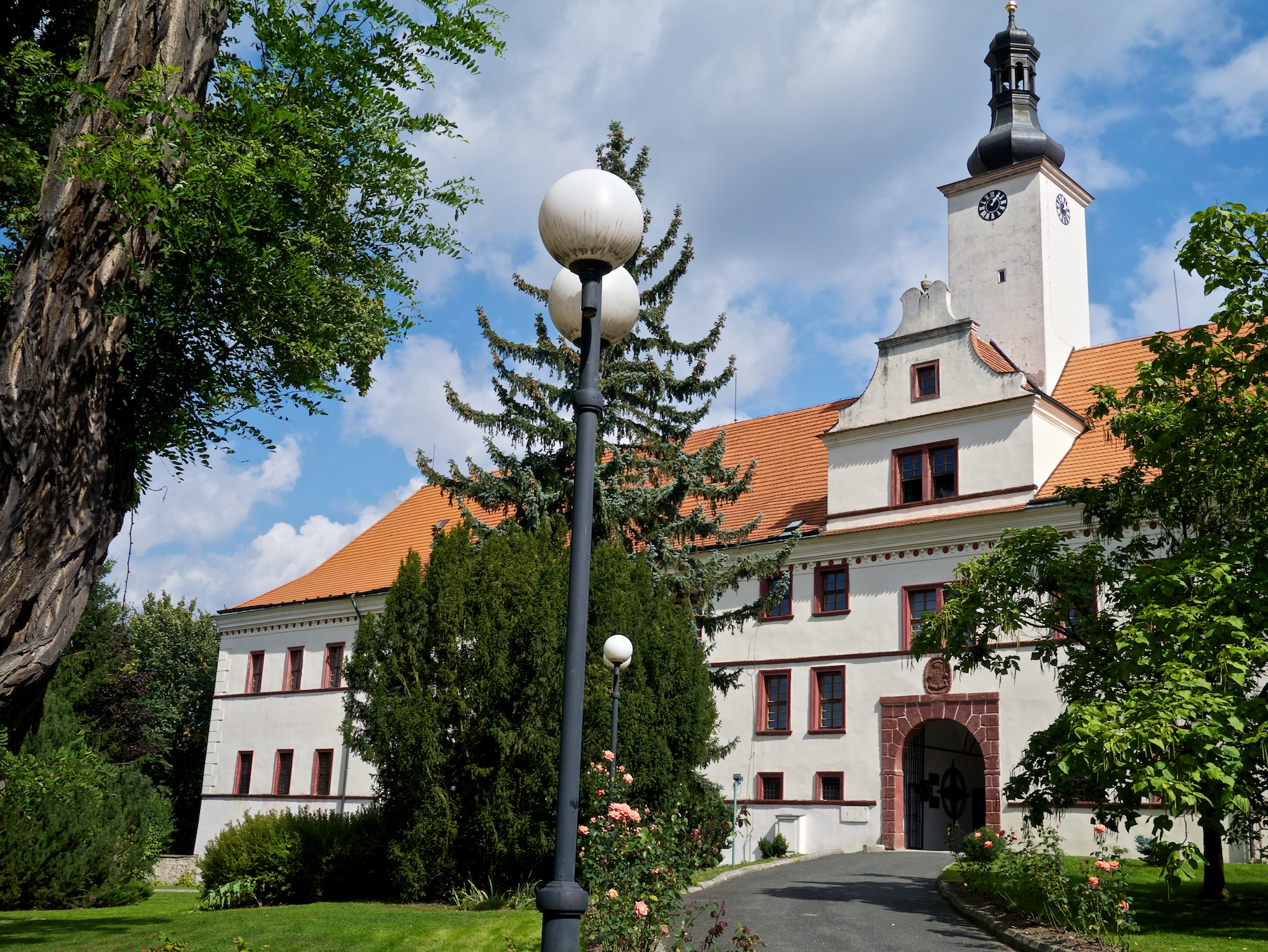
Zámek Komorní Hrádek, majetek Khevenhüller-Metschů od roku 1733

Na počátku vlády Marie Terezie pobýval krátce jako vyslanec ve Varšavě (1740–1742), poté byl povolán zpět do Vídně a na řadu let zakotvil v nejvyšších dvorských úřadech. V letech 1742–1745 byl nejvyšším dvorským maršálkem, mezitím byl za války o rakouské dědictví pověřen dalšími diplomatickými úkoly, byl mimořádným vyslancem v Drážďanech nebo v Londýně, v roce 1745 se zúčastnil volby Františka Štěpána Lotrinského římským císařem ve Frankfurtu nad Mohanem. V roce 1744 obdržel Řád zlatého rouna. V letech 1745–1765 byl nejvyšším komořím císařského dvora, následně zastával post druhého hofmistra (1765–1769) a nakonec byl císařským nejvyšším hofmistrem (1769–1776). Jako člen Tajné konference byl zároveň státním ministrem. V roce 1763 byl povýšen do knížecího stavu. Byl též nositelem velkokříže Řádu sv. Štěpána a zastával také čestné funkce v různých dědičných zemích habsburské monarchie. Byl dědičným nejvyšším štolbou v Korutansku a v roce 1775 získal hodnost dědičného zemského hofmistra v Dolním Rakousku. Do smrti patřil k významným osobnostem vídeňského dvora, ale jako stoupenec konzervativních postojů a starých stavovských práv se vyjadřoval kriticky k tereziánským reformám ve státní správě na přelomu 40. a 50. let 18. století. I když jako diplomat v mládí hodně cestoval, v pozdějším věku upřednostňoval trvalý pobyt ve Vídni a vyhýbal se cestám mimo hlavní město. V doprovodu Marie Terezie nicméně navštívil například zámek Veltrusy hraběte Rudolfa Chotka nebo zámek Slavkov knížete Václava Antonína z Kounic. Jako čerstvý nositel knížecího titulu se v roce 1764 zúčastnil korunovace Josefa II. římským králem. Proslul mimo jiné jako autor soukromého deníku, který si vedl od roku 1742 a patří k důležitým pramenům doby vlády Marie Terezie. Deník vyšel tiskem v několika svazcích v Lipsku v letech 1907–1925 a dodnes bývá často citován v literatuře.

## Majetek
Po otci zdědil kmenová rodová panství v Korutansku (Hochosterwitz, Landskron), dále pak panství Hardegg na rakousko-moravské hranici zakoupené v roce 1730. Zámek Riegersburg na panství Hardegg byl jedním z hlavních rodových sídel a ve 30. letech 18. století prošel výraznou přestavbou. Jan Josef kromě toho koupil v roce 1751 od maršála Dauna panství Ladendorf se zámkem poblíž Vídně. S manželkou (a s použitím jejího věna) koupil v roce 1733 v Čechách panství Komorní Hrádek za 240 000 zlatých od hraběte Františka Josefa z Valdštejna. S transakcí nesouhlasili Valdštejnovi vzdálení příbuzní, kteří se nechtěli vzdát nároku na starý rodový majetek, hrozbu soudního sporu vyřešil Jan Josef z Khevenhülleru urychlenou úhradou posledních splátek (1735). Z panství Komorní Hrádek byl následně zřízen fideikomis. I když se zde Jan Josef z Khevenhülleru zdržoval jen zřídka, nechal přebudovat zámeckou zahradu (1750) a přestavět rokokovou zámeckou kapli (1758). Kromě toho v roce 1758 založil špitál v Choceradech. Po roce 1770 zahájil další etapu přestavby zámku Riegersburg.

## Rodina
V roce 1728 se oženil s hraběnkou Karolínou Marií z Metsche (1709–1784), císařskou palácovou dámou a dámou Řádu hvězdového kříže, dcerou říšského vicekancléře Jana Adolfa z Metsche (1672–1740). Janem Adolfem z Metsche tento rod vymřel a Jan Josef z Khevenhülleru požádal o spojení jmen obou rodů (Khevenhüller-Metsch, 1751). Měli spolu dvanáct dětí, z nichž pět zemřelo v dětském věku.
- 1. Marie Josefína (6. prosince 1729 – 29. července 1798)
  - ⚭ I. Karel Josef hrabě z Herbersteinu (1728–1753), majitel panství Třešť a Landštejn
  - ⚭ II. (1756) Gabriel hrabě Bethlen (1712–1768), dvorský kancléř v Sedmihradsku
- 2. Jan Adolf Zikmund (15. prosince 1730 – 21. září 1736)
- 3. Jan Zikmund Bedřich 2. kníže z Khevenhüller-Metsche (22. února 1732 Vídeň – 15. června 1801 Klagenfurt am Wörthersee), císařský tajný rada, komoří, vyslanec v Portugalsku a Sardinském království, majitel panství Komorní Hrádek
  - ⚭ I. (1754) Marie Amálie z Lichtenštejna (11. srpna 1737 Vídeň – 20. října 1787 Milán)
  - ⚭ II. (1800) Marie Josefína von Strassoldo (2. listopadu 1768 – 13. března 1837)
- 4. Jan Josef František Quirin (30. března 1733 Vídeň – 21. února 1792 Vídeň), císařský komoří, polní podmaršál
  - ⚭ (1774) Marie Jozefa von Schrattenbach (5. června 1750 – 1. října 1806)
- 5. Marie Karolína (1734–1746)
- 6. Marie Aloisie (1735–1736)
- 7. František Xaver (3. července 1737 Řezno – 22. prosince 1797 Vídeň), nejvyšší maršálek císařského dvora, rytíř Řádu zlatého rouna, majitel panství Zlín
  - ⚭ (1763) Marie Terezie Rottalová (1742 – 9. srpna 1777 Vídeň)
- 8. Jan Leopold Josef (1739–1746)
- 9. Marie Terezie (4. ledna 1741 – 27. listopadu 1805)
  - ⚭ (1769) Leopold Vilém hrabě Krakowský z Kolowrat (31. prosince 1727 – 2. listopadu 1809), státní a konferenční ministr, nejvyšší kancléř, prezident dvorské komory, majitel panství Golčův Jeníkov, Světlá nad Sázavou
- 10. Jan Arnošt (*/† 1743)
- 11. Marie Anna (3. dubna 1746 – 20. června 1777)
  - ⚭ (1770) Karel Otto hrabě ze Salm-Neuburgu (1744–1784), císařský tajný rada, rada dolnorakouského a moravského gubernia, majitel panství Velké Opatovice, Malenovice, Svojanov
- 12. Jan Emanuel Josef (23. dubna 1751 – 9. dubna 1847), císařský tajný rada, komoří, vyslanec ve Vatikánu, rytíř Řádu zlatého rouna
  - ⚭ (1773) Maria Giuseppina Mezzabarba (1757–1811)

Mladší bratr Jana Josefa Jan František Antonín (1707–1762) byl v letech 1734–1740 biskupem ve Vídeňském Novém Městě, nejmladší bratr Jan Leopold Petr (1710–1775) byl kanovníkem v Salcburku a Augsburgu.
Švagr kníže Karel Maxmilián z Ditrichštejna (1702–1784) byl nejvyšším maršálkem císařského dvora.